# 斯蒂芬·马布里
斯蒂芬·泽维尔·马布里（英語：Stephon Xavier Marbury，1977年2月20日—），生于纽约市布鲁克林区，美国职业篮球运动员，司职控球后卫。他在2001年和2003年两次入选NBA全明星赛。2004年，為美國拿下奧運會銅牌。2010年，他登陆中国联赛，并取得2009-10年CBA全明星赛最有价值球员称号。2012年3月30日，马布里带领北京首钢以4：1战胜广东东莞银行，取得CBA总冠军。2013年当选CBA常规赛MVP。2014年成为CBA全明星票王，并在总决赛中率队4:2击败新疆广汇三年内帮助北京首钢队两次获得总冠军。2015年3月22日，马布里帶领北京队以4:2击败辽宁队，四年內三度获得总冠军。
2013年10月，北京首钢官方与马布里续约三年。2017年4月22日，北京首钢队临时召开新闻发布会，宣布放弃续约马布里。。2017-18赛季马布里转投同城的北京控股紫禁勇士篮球俱乐部并在此退役；2019年起，马布里开始作为主教练执教于该队。
2014年4月2日，获得北京荣誉市民称号。2015年12月底获得中国绿卡（永久居留权），是第一个在中国获得永久居留权的外籍名人。

## 早年生涯
马布里出身贫寒，兄弟姐妹7人和父母挤在纽约贫民区一间几十平方米的老房子里。爸爸是个普通工人，妈妈曾做过保姆。排行老六的马布里打小就没穿过新衣服，基本都是捡哥哥们剩下的。生性好强、不服输的他从那时起就想改变命运和生活，篮球成为他实现梦想的媒介。 马布里年轻的时候活跃于街头篮球界，人称“Starbury、独狼”，他生长于康尼岛就读于PS 238.小学，十多岁时经常和高年级学生一起打篮球。高中时期，他就读于纽约亚伯拉罕林肯高中，这一时期他在业余运动联盟（AAU）打球。马布里在1995年成为麦当劳全明星阵容的成员，当时这个阵容中还有未来成为NBA球星的凯文·加内特、谢里夫·阿布杜·拉希姆和安托万·贾米森。他被认定为当届最有能力的五位高中生球员之一。1996年，在带领林肯高中篮球队获得地区比赛冠军后，19岁的马布里赢得了乔治亚理工大学的青睐。当时乔治亚理工大学主教练鲍比·科瑞明斯（Bobby Cremins）极力招募他进球队，最终马布里选择了进入乔治亚理工。

## 大学时期
在乔治亚理工，当学长特拉维斯·贝斯特离开后马布里马上担任了球队的主力控球后卫角色。球队拥有后来进入NBA的球员馬特·哈普林和德鲁·巴里，他带领乔治亚理工取得了24胜和12负的成绩，晋级NCAA锦标赛的地区半决赛，最终70-87输给了辛辛纳提大学。马布里取得了场均18.9分和4.5次助攻，赛季后被美联社选为第三全明星阵容。赛季后他宣称自己已经具备了参加NBA选秀的能力。

## 职业生涯

### 早期职业生涯
马布里在著名的选秀大年1996年NBA选秀中第一轮第四顺位被密尔沃基公鹿队摘下，随后被交易去了明尼苏达森林狼队以换取同年被选中的雷·阿伦和未来的一个第一轮选秀权。在他联盟的第一个赛季中，马布里取得了场均15.8分和7.8次助攻，被选入1997年NBA新秀最佳阵容。他和凯文·加内特、汤姆·古格里奥塔带领森林狼队连续打入了1997年和1998年的NBA季后赛，马布里随后要求获得一份与加内特薪金相同的合约被拒绝，这成为他离队的导火線。在1998-99赛季的劳资纠纷罢赛期间，他在一笔三方交易中去了新泽西网队，交易涉及的其他球员包括特里尔·布兰登从雄鹿交易去了森林狼和萨姆·卡塞尔从新泽西交易去了雄鹿。斯蒂芬离开森林狼时说他想选择一个离家乡纽约市近的球队。

### 新泽西和菲尼克斯时期
在新泽西网队的2个半赛季，马布里作为球队的核心，打出了令人惊艳的数据，并且在2001年首度入选全明星，但球队战绩一泄千里。2001年2月13日，马布里得到了自己在NBA中的最高分，他在与洛杉矶湖人队的加时赛苦战中砍下50分，但网队却输掉了比赛。网队痛极思变，在2001-02赛季前将马布里和菲尼克斯太阳队控卫贾森·基德进行了交换。2002-03赛季他和肖恩·马里昂和最佳新秀阿玛雷·斯塔德迈尔等球员一起将球队送入季后赛，入选了NBA第三阵容和全明星阵容，并在首轮对圣安东尼奥马刺队的第一场中命中了逆转比赛的三分球，但是球队还是以1-4不敌对手，未能在系列赛中更进一步。赛季结束后他在没有经纪人的情况下，与太阳队签订了一份4年7600万美元的天价合同，该合同从2005-06赛季生效，这也是他日后受到争议的根源。糟糕的是斯塔德迈尔随后进入了伤病名单，在2003-04赛季开赛时刻太阳遭遇到了3胜15负的糟糕开局。

### 纽约尼克斯时期
马布里连同安芬尼·哈达威和切萨里·特莱班斯基在2004年1月5日被交易去了纽约尼克斯，以换取霍华德·埃斯利、查理·沃德、安东尼奥·麦克戴斯、马西耶·兰佩、 刚刚选秀摘下的米罗西·伏加尼奇以及一个2004年的第一轮选秀权和另一个附加的未来第一轮选择权。这次交易使得马布里非常高兴，因为纽约是他的家乡纽约尼克斯也是他从小支持的球队。他的加盟马上产生了效果，以出色的表现带领纽约尼克斯取得39胜43负，以东区第7打入了季后赛，但首轮0-4被新泽西网队横扫。
在2004年夏季奥运会中，马布里加入了美国梦六队，但是美国队第一次在NBA职业球员参加的情况下未能拿到金牌。他和他的队友们最终只拿到了铜牌。尽管有些失望，但是马布里还是在和西班牙国家男子篮球队的比赛中砍下31分。
在2005-06赛季中，马布里也有着不错的表现，但是球队总体在新教练拉里·布朗的执教下成绩却一落千丈，仅仅取得23胜59负，排名东区第14，未能进入季后赛。赛季结束时，纽约尼克斯的糟糕表现以及马布里和教练的公开争吵使得他的社会名誉急剧下降，纽约時報的记者称他是“纽约最受人责骂的运动员”。
马布里和布朗长达一个赛季的不合，最终在2005-06赛季结束后拉里·布朗被球队解职。伊塞亚·托马斯成为了球队的新任主教练，球队的战绩较上一个赛季有了不小的进步，超越了上赛季的23胜59负，将胜场次数提高了10场。马布里在统计中打球效率有所下降，他打球没有以前自私也是球队取得进步的一个原因，虽然球队依然未能打入季后赛。
2007-08赛季刚开始，马布里又陷入口水战，这次的对象是伊塞亚·托马斯。托马斯打算将马布里移出先發阵容，马布里一气之下罢训罢赛，并有传言在球队包机上扬言报复教练和队友。随后又莫名其妙地回到先發阵容，但无法改变球队连战连败的现状，纽约球迷甚至在主场比赛中对這2人报以嘘声。2007年12月，马布里父亲去世，马布里状态越发低迷，球队特许他无限期停赛为父亲料理后事。2008年2月，马布里接受了踝部手术，球队对外宣称效果不理想，但托马斯在私人采访中却认为马布里有能力打完完整的一个赛季。4月，托马斯被炒掉，由球队行政副总裁唐尼·沃尔什暂代主教练之职。整个赛季马布里仅仅上场24场，场均13.9分4.7次助攻，各项数据都是生涯最低。
2008年休赛期，尼克对下赛季年薪高达2170万的马布里采取了不交易不解约的冷处理方式，同时聘请麦克·丹东尼为新任主教练。丹东尼与托马斯态度一样，希望状态并不好的马布里改打替补，并签下了克里斯·杜洪作为球队的首发控卫人选。马布里开赛后在身体状况无忧的情况下被放入伤病名单，丹东尼解释是因为怕有限的出场时间伤害了马布里的情绪，并强调如果马布里能适应新的球队地位和战术体系，他依旧可以成为球队的重要轮换球员，甚至获得35分钟以上的上场时间。但马布里并不买账，他认为自己已经与球队分道扬镳，从12月开始他不再参加尼克的日常训练和比赛，赋闲在家。

### 波士顿塞爾提克时期
2009年2月24日，马布里被纽约尼克斯买断，2月27日他以自由球员的身份加盟了波士顿凯尔特人，由于自己喜欢的3号和33号都已经在凯尔特人退休，因此他改穿8号。他在波士顿凯尔特人与印第安纳步行者的一场比赛中首次登场，在13分钟内6投4中得到8分，并送出2个助攻。他跟随波士顿凯尔特人打入了2009年季后赛东区半决赛，但3-4不敌奥兰多魔术，这是他职业生涯唯一一次突破季后赛首轮。2009-10赛季前，波士顿凯尔特人想用一年的老将最低年薪合約续签马布里，但被他拒绝了。马布里随后宣布休战一年以专注于他的商业投资。

### 山西队时期
2010年1月，处于人生低谷的史蒂芬·马布里和山西猛龙队达成协议，并于1月底抵达太原。他回忆说, “走出太原机场的那一刻，我真的被惊呆了，数百名球迷和媒体记者在深夜等着我的到来。”说这话时，马布里脸上满是幸福的神情。他说永远不会忘记在自己最困难的时候，让他重拾自信并找到快乐的中国。在太原参加当赛季CBA剩下的比赛。马布里在中国联赛的赛场上充分展现了速度快速，处理球能力与中投得分能力强的优势，取得场均22.8分和9.5次助攻的数据。2010年3月，史蒂芬·马布里拿下CBA全明星賽MVP並率領北方明星隊以133-121擊敗南方明星隊。2010年11月，山西队宣布单方面放弃和马布里续约，山西队方面表示马布里要求的薪水和生活条件超出承受范围，马布里则哭诉山西队出尔反尔，不仅欺骗了自己，也欺骗了球迷。

### 佛山队时期
在山西队宣布放弃和马布里续约后，易名為佛山龙狮队的原陕西麒麟队很快就签入马布里，参加2010-11年赛季的CBA联赛。在这个赛季中，马布里获得场均25.2分5.7次助攻，同时以NBA前全明星球员的身份为佛山队拉拢了不少球迷，赢得了不少当地人的支持，但无奈球队实力不济无缘季后赛。赛季后佛山队希望马布里能留队，但也会尊重马布里自己的选择。

### 北京首钢时期
2011年8月，马布里没有与佛山队续约，而是加盟北京金隅队，参加2011-12年赛季的CBA联赛，当赛季马布里发挥出色，率队获得常规赛第二名，其中包括开局十三连胜。2012年2月18日作為北區星銳队主教練执教2012年CBA全明星賽（星銳挑戰賽）。进入季后赛后，马布里发挥极为出色，总决赛面对八年七冠的联赛霸主广东东莞银行队，体现出核心作用，场均拿下34.7分帮助北京队总比分4-1击败对手，获得2011-2012赛季总冠军。
进入2012-13赛季，北京队遭遇场内外诸多不利因素困扰，始终未能发挥前一赛季的水平。马布里则在赛季结束后被票选为CBA历史上第一位外籍MVP。
2013-14赛季，北京队引进了孙悦、张松涛等前奥神队球员，球队实力得到增强。但马布里在与八一队比赛中半月板受伤，回美国治疗缺席6周，北京队常规赛最终位列第四名。然而伤愈归来的马布里在季后赛中发挥出色，率领球队在半决赛3:2淘汰卫冕冠军广东队。总决赛中，马布里饱受伤病困扰，多次抽去膝盖积水，状态也有起伏，但他仍带领北京金隅队4:2力克新疆广汇队，三年内两次夺取CBA总冠军。
2014-15赛季马布里帶領北京队以总比分4:2擊敗遼寧隊，四年內三度獲得CBA總冠軍。马布里本人则首次获得2014-15赛季CBA总决赛MVP。
2017年4月，马布里宣布因未能与俱乐部谈妥，他将离开北京首钢俱乐部。马布里表示自己不愿留在北京当助理教练，是因在闵鹿蕾可能会离开的情况下，不清楚未来会与谁合作。同时尽管遭到北京队的放弃，但马布里依旧表达了对球队的感谢，他称不管到了哪里，北京都是自己的家。

### 北控时期
2017年7月19日，马布里在个人微博宣布，正式与北京控股翱龙篮球俱乐部签约，合同为期一年。这将是他CBA生涯的第9个赛季，也将是马布里职业生涯的最后一个赛季。

## 爭議事件
2002年2月，馬布里因超速被截停而被捕，被判罰1000元美金及需要上酒精教育課程。被捕期間發現其血液酒精濃度為亞利桑那州法律規定一倍有多，因醉酒駕駛被判刑十日。
2005年4月，馬布里主動勾引尼克隊的實習生，將她誘引到了自己的汽車裡，並和她發生了性關係。對於此，馬布里還在一次法庭作證時，詳細描述了細節，並被法官當庭制止。
2009年，馬布里從7月24日凌晨到25日凌晨，通過網路向全世界網友直播了自己24小時的生活，影片中，他一會兒跑到球檯前打一會兒乒乓球，一會兒又跑到浴池去泡澡，一會兒又在音樂伴奏下自娛自樂。他還不停地衝著鏡頭大喊。
2009年，美國《體育畫報》公佈了「誰是你最不希望與之成為隊友的球員」的票選排名，參加投票的190名NBA球員中，有22%選擇了馬布里，他位居第一名。
2009年8月13日，美國某網站發布了兩段關於馬布里的影片，其中一段是馬布里在一家服裝店裡對著攝像機說：「沒錯，我抽的是大麻！就是大麻！」

## 马布里在中国
马布里自2010年1月起开始在中国征战CBA联赛，以他良好的亲民形象迅速赢得中国球迷的喜爱，他亦在公开场合表示要执教中国男篮和愿意定居中国，更将北京视为自己的家，故被球迷称为“马政委”、“马求恩”。2012年3月，中国中央电视台推出他的纪录片——《活力中国 “独狼”的新生》。同时，在美国与媒体关系一向不甚融洽的马布里在中国日报体育版开设了自己的个人专栏，显示了对中国大众传媒的友好态度。2012年，北京球迷自发为马布里在五棵松体育馆建立了一座个人铜像。另外有多个访谈影片，表现了马布里在中国的新生活。2017年8月，由马布里、鄭秀妍、吴尊、何冰、高云翔等人主演的电影《我是马布里》在中国上映。2023年11月15日，馬布里成功在24小時內獲批A類高才通，取得香港身份證。
2025年4月7日，马布里表示已与《中国好声音第一季》选手汪妤凌在美国费城领证结婚。

## 教練時期
马布里在2018年宣布結束長達22年的職業生涯，在休息短短1年后，根據中國媒體《新浪體育》24日報導，他已經與生涯待的最後一支球隊北控翱龍簽訂3年總教練合約，即將展開生涯第二春。在2019-2020赛季，北控紫禁勇士以29胜17负位列第七位，进入季后赛，并在季后赛第一轮战胜吉林东北虎篮球俱乐部，但在次轮败于劲旅新疆广汇止步于季后赛第二轮。

## 数据统计

### NBA常规赛
| 賽季     | 球隊 | GP  | GS  | MPG  | FG%  | 3P%  | FT%  | RPG | APG | SPG | BPG | PPG  |
| -------- | ---- | --- | --- | ---- | ---- | ---- | ---- | --- | --- | --- | --- | ---- |
| 1996–97  | MIN  | 67  | 64  | 34.7 | .408 | .354 | .727 | 2.7 | 7.8 | 1.0 | .3  | 15.8 |
| 1997–98  | MIN  | 82  | 81  | 38.0 | .415 | .313 | .731 | 2.8 | 8.6 | 1.3 | .1  | 17.7 |
| 1998–99  | MIN  | 18  | 18  | 36.7 | .408 | .205 | .724 | 3.4 | 9.3 | 1.6 | .3  | 17.7 |
| 1998–99  | NJN  | 31  | 31  | 39.8 | .439 | .367 | .832 | 2.6 | 8.7 | 1.0 | .1  | 23.4 |
| 1999–00  | NJN  | 74  | 74  | 38.9 | .432 | .283 | .813 | 3.2 | 8.4 | 1.5 | .2  | 22.2 |
| 2000–01  | NJN  | 67  | 67  | 38.2 | .441 | .328 | .790 | 3.1 | 7.6 | 1.2 | .1  | 23.9 |
| 2001–02  | PHO  | 82  | 80  | 38.9 | .442 | .286 | .781 | 3.2 | 8.1 | .9  | .2  | 20.4 |
| 2002–03  | PHO  | 81  | 81  | 40.0 | .439 | .301 | .803 | 3.2 | 8.1 | 1.3 | .2  | 22.3 |
| 2003–04  | PHO  | 34  | 34  | 41.6 | .432 | .314 | .795 | 3.4 | 8.3 | 1.9 | .2  | 20.8 |
| 2003–04  | NYK  | 47  | 47  | 39.1 | .431 | .321 | .833 | 3.1 | 9.3 | 1.4 | .1  | 19.8 |
| 2004–05  | NYK  | 82  | 82  | 40.0 | .462 | .354 | .834 | 3.0 | 8.1 | 1.5 | .1  | 21.7 |
| 2005–06  | NYK  | 60  | 60  | 36.6 | .451 | .317 | .755 | 2.9 | 6.4 | 1.0 | .1  | 16.3 |
| 2006–07  | NYK  | 74  | 74  | 37.1 | .415 | .357 | .769 | 2.9 | 5.4 | 1.0 | .1  | 16.4 |
| 2007–08  | NYK  | 24  | 19  | 33.5 | .419 | .378 | .716 | 2.5 | 4.7 | .9  | .1  | 13.9 |
| 2008–09  | BOS  | 23  | 4   | 18.0 | .342 | .240 | .463 | 1.2 | 3.3 | .4  | .1  | 3.8  |
| Career   |      | 846 | 816 | 37.7 | .433 | .325 | .784 | 3.0 | 7.6 | 1.2 | .1  | 19.3 |
| All-Star |      | 2   | 0   | 16.5 | .500 | .400 | .500 | .5  | 5.0 | .0  | .0  | 8.0  |

### NBA季后赛
| 賽季    | 球隊 | GP | GS | MPG  | FG%  | 3P%  | FT%   | RPG | APG | SPG | BPG | PPG  |
| ------- | ---- | -- | -- | ---- | ---- | ---- | ----- | --- | --- | --- | --- | ---- |
| 1996–97 | MIN  | 3  | 3  | 39.0 | .400 | .300 | .600  | 4.0 | 7.7 | .7  | .0  | 21.3 |
| 1997–98 | MIN  | 5  | 5  | 41.8 | .306 | .280 | .783  | 3.2 | 7.6 | 2.4 | .0  | 13.8 |
| 2002–03 | PHO  | 6  | 6  | 45.3 | .375 | .227 | .758  | 4.0 | 5.7 | 1.2 | .0  | 22.0 |
| 2003–04 | NYK  | 4  | 4  | 43.5 | .373 | .300 | .680  | 4.3 | 6.5 | 1.8 | .0  | 21.3 |
| 2008–09 | BOS  | 14 | 0  | 11.9 | .303 | .250 | 1.000 | .9  | 1.8 | .1  | .0  | 3.7  |
| Career  |      | 32 | 18 | 29.3 | .355 | .273 | .750  | 2.6 | 4.6 | .9  | .0  | 12.6 |